# Acrocalanus andersoni
Acrocalanus andersoni är en kräftdjursart som beskrevs av Bowman 1958. Acrocalanus andersoni ingår i släktet Acrocalanus och familjen Paracalanidae. Inga underarter finns listade i Catalogue of Life.